# جنگ آدوا

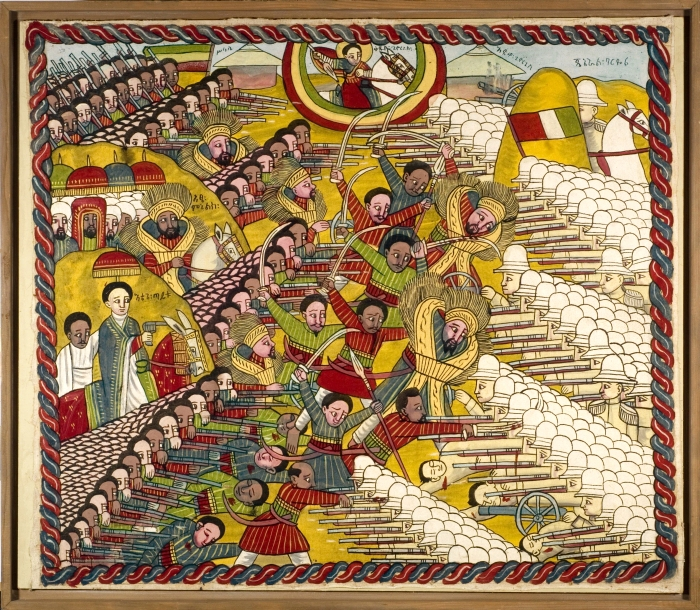
سربازان اتیوپی که جورج مقدس (در بالا) به آن‌ها یاری می رساند، کشیده شده در ۱۹۶۵ تا ۱۹۷۵

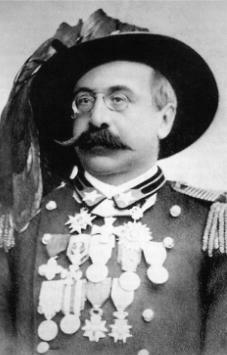
ژنرال باراتیری

جنگ آدوا (به گویش ایتالیایی Adua)، جنگی است که در ۱ مارس ۱۸۹۶ میان پادشاهی اتیوپی و پادشاهی ایتالیا نزدیک آدوا، اتیوپی روی داد. این جنگ نقطهٔ اوجی از نخستین جنگ‌های ایتالیا-اتیوپی برای حفظ حق فرمانروایی اتیوپی بود.
تا آغاز سدهٔ بیستم میلادی تقریباً بیشتر آفریقا میان قدرت‌های اروپایی تقسیم شده بود از این میان جمهوری نوپای لیبریا در غرب سواحل قاره و اتیوپی در نقطهٔ استراتژیک شاخ آفریقا از این تقسیم جان سالم به در برده بود. در آن دوران، پادشاهی ایتالیا در به استعمار کشیدن و تقسیم آفریقا، یک تازه‌وارد بود و به تازگی دو منطقه از افریقا، اریتره و سومالی را در استعمار خود درآورده بود هر دوی این مستعمره‌ها نزدیک اتیوپی در شاخ آفریقا بود.

## جنگ

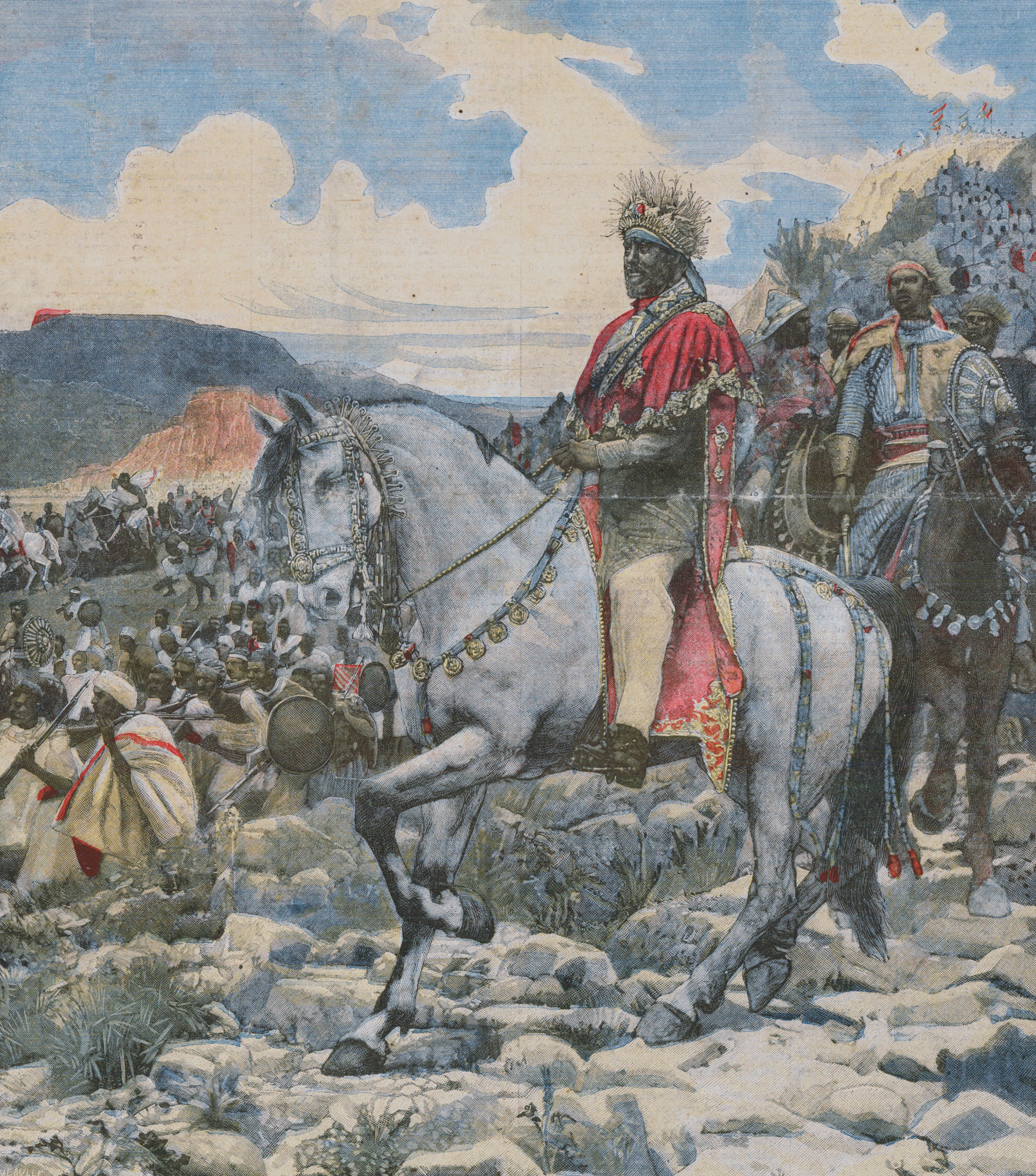
نقاشی از جنگ آدوا

در نیمه شب ۲۹ فوریه و سحرگاه ۱ مارس سه تیپ از ارتش ایتالیا جداگانه به سمت خاک آدوا از میان راه‌های باریک کوهستانی پیشروی کردند و یک نیروی آن‌ها در محل باقی ماند. این سه نیروی پیشرو در طول شب از هم جدا می‌شوند و در سحرگاه در یک راه بسیار سخت چند مایلی پیاده می‌روند، آن‌ها در نقشهٔ خود یک کوه را اشتباه می‌روند.
در اثر این جنگ، ۷۰۰۰ تن از ارتش ایتالیا کشته، ۱۵۰۰ تن زخمی و ۳۰۰۰ تن اسیر می‌شوند که اسیران به سرعت به اریتره (دیگر مستعمرهٔ ایتالیا) بازگردانده می‌شوند. در اتیوپی، ۴۰۰۰ تا ۵۰۰۰ تن کشته و ۸۰۰۰ تن زخمی می‌شوند. در این جنگ، ایتالیایی‌ها توپخانه، ۱۱۰۰۰ تفنگ و ابزارهای ترابری شان را رها می‌کنند و می‌روند. پاول هنزه چنین نوشته است که سپاه باراتیری به کلی نابود شد در حالی که سمت اتیوپی هزاران سلاح و شمار خوبی ابزار از سربازان فراری ایتالیایی بدست آورد. ژنرال آلبرتن که از جملهٔ ۳۰۰۰ اسیر ایتالیایی بود به دلیل شرایط سختی که داشت در اسارت کشته شد، ۲۰۰ نفر از اسیران در اثر زخم‌های خود کشته می‌شوند. در این میان ۸۰۰ تن از اسیران به عنوان خائن در نظر گرفته شدند و دست راست و پای چپ آن‌ها قطع شد. آگوستوس وایلد می‌گوید با اینکه پس از چند ماه از محل میدان دیدن کرده بود اما هنوز دست‌ها و پاهای بریده شده در محل دیده می‌شد.

## پس از جنگ
در نتیجهٔ جنگ، ایتالیا معاهدهٔ آدیس آبابا را امضا کرد که به موجب آن اتیوپی یک کشور مستقل دانسته می‌شد. تقریباً پس از چهل سال در ۳ اکتبر ۱۹۳۵ پس از پاسخ ضعیف جامعه ملل به بحران حبشه، ایتالیایی‌ها سپاهی تازه را جمع آوری و نیرویی به رهبری بنیتو موسولینی راهی جنگ دوم ایتالیا-حبشه کردند. این بار ایتالیایی‌ها سلاح‌های جنگی گسترده از جمله تانک، هواپیما و همچنین جنگ شیمیایی علیه نیروهای اتیوپی استفاده کرد که در مه ۱۹۳۶ منجر به شکست اتیوپی شد. در اثر این جنگ اتیوپی برای پنج سال (۱۹۳۶ تا ۱۹۴۱) به اشغال ایتالیا درآمد تا اینکه کم‌کم در اثر جنگ جهانی دوم توسط نیروهای امپراتوری بریتانیا خود به خود از اتیوپی بیرون رفت.